# 東日本旅客鉄道大宮支社
東日本旅客鉄道大宮支社（ひがしにほんりょかくてつどうおおみやししゃ）は、東日本旅客鉄道（JR東日本）の地域支社。旧国鉄東京北鉄道管理局の流れを汲んでいる。
JR東日本では2020年から2021年にかけて支社公式サイトの統廃合を進めたが、当支社は東京支社・横浜支社同様にそれ以前から支社公式サイトを設置していなかった（かつては携帯電話用サイトのみ存在し、2011年頃に閉鎖された）。
2026年に組織改正により大宮支社が廃止され、管轄の業務は大宮・浦和・武蔵野・栃木の各事業本部に移管される予定。

## 支社所在地
- 埼玉県さいたま市大宮区錦町434-4

大宮駅西口から南へ徒歩数分。駅に隣接した鉄道敷地内にある。

## 歴史
- 2001年（平成13年）4月1日[2] - JR東日本東京支社(現首都圏本部)の一部（川口駅・戸田公園駅以北、三郷駅以西。ただし東北本線豊原駅 - 白河駅間は同時に仙台支社(現東北本部)へ移管）を分離して発足[3]。現行のJR東日本の支社では最も遅く発足した。社屋は2月15日に完成し、支社発足と同時に使用を開始する[4]。
- 2008年（平成20年）3月15日 - 武蔵野線に越谷レイクタウン駅が新設される。
- 2009年（平成21年）3月14日 - 川越線に西大宮駅が新設される。
- 2012年（平成24年）3月17日 - 武蔵野線に吉川美南駅が新設される。
- 2015年（平成27年）8月 - 埼玉大学と連携協定を締結[5]。
- 2019年（平成31年）4月1日 - 新幹線統括本部の発足に伴い、東北新幹線と上越新幹線の運行・線路設備管理ならびに小山新幹線車両センターを同本部へ移管。
- 2022年（令和4年）10月1日 - 首都圏本部の発足に伴い、大宮総合車両センターおよび同東大宮センター、ならびにさいたま・小山・川越の各車両センターを同本部へ移管。
- 2026年（令和8年）7月1日（予定） - 組織改正により大宮支社が廃止され、大宮・浦和・栃木の3つの事業本部に分割改組される。合わせて高崎支社管内の両毛線のうち栃木県内の区間を栃木事業本部に移管する一方、武蔵野線の管内区間は南浦和駅構内を除き武蔵野事業本部に移管[6]。

## 管轄路線
埼玉県・栃木県の多くの区間と茨城県西地域の東北本線を管轄している。2021年3月31日時点で、合計313.0 kmの在来線、合計166.5 kmの新幹線、79の鉄道駅を管轄している。新幹線については2019年4月1日より発足した新幹線統括本部へ列車運行・線路設備管理業務を順次移管しているが、現在も元々の管轄区間は営業エリアとして位置づけられている。
- 埼玉県内の高崎線、上越新幹線、八高線非電化区間と栃木県内の両毛線は高崎支社の管轄。
- 埼玉県内の武蔵野線新座駅以西と八高線電化区間は八王子支社の管轄。
- 栃木県内の水戸線（小山駅を除く）は水戸支社の管轄。

路線
※支社境界は閉塞区間上にあるため、境界線の内側の停車場（駅・信号場など）を記載している。なお、◇が付いた路線は全線が管理区間内に入っている路線、●印が付いた路線は他線接続駅しか管理区間内に入っていない路線である。
| 路線名     | 区間                                       | 駅数  | 備考 |
| ---------- | ------------------------------------------ | ----- | --- |
| 東北新幹線 | （大宮駅・小山駅・宇都宮駅・那須塩原駅）   | （4） | 左記4駅の駅運転・営業業務のみ担当 列車運行・線路設備管理は新幹線統括本部の管轄 大宮駅は上越新幹線の起点駅でもある |
| 東北本線   | 川口駅 - 浦和駅 - 大宮駅 - 黒磯駅 - 豊原駅 | 39    | 「宇都宮線」としては浦和駅 - 大宮駅 - 黒磯駅 「京浜東北線」としては川口駅 - 浦和駅 - 大宮駅                       |
| 東北本線   | 戸田公園駅 - 大宮駅（「埼京線」の一部）    | 8     | |
| 武蔵野線   | 北朝霞駅 - 三郷駅                          | 10    | |
| 武蔵野線   | 西浦和駅 - 与野駅（大宮支線）              | 0     | JR東日本としての営業キロなし                                                                                      |
| 武蔵野線   | 武蔵浦和駅 - 別所信号場（西浦和支線）      | 0     | 営業キロ設定なし                                                                                                  |
| 川越線     | 大宮駅 - 武蔵高萩駅                        | 9     | |
| ◇烏山線    | 宝積寺駅 - 烏山駅                          | 7     | |
| ◇日光線    | 宇都宮駅 - 日光駅                          | 6     | |
| ●高崎線    | 大宮駅 - （大成第六踏切先）                | 0     | |
| ●両毛線    | 小山駅 - （思川橋梁南方）                  | 0     | |
| ●水戸線    | 小山駅 - （第二犬塚踏切先）                | 0     | |

駅数・支社境界についての注釈
1. ↑  管内の4駅はともに在来線併設駅。管内に新幹線単独駅は設置されていない。
2. ↑  赤羽駅との間にある荒川の橋梁の埼玉県側の堤防上（東京駅起点15.1 km地点）に首都圏本部との境界がある。
3. ↑  白坂駅との間の黒川橋梁の福島方入口付近に東北本部との境界がある。なお、運行系統上の境界は黒磯駅であり、黒磯駅 - 豊原駅間は東北本部が列車運行(運行車両は水戸支社)を行う。
4. ↑  浮間舟渡駅との間で荒川を跨ぐ付近（東京駅起点17.7 km地点）に首都圏本部との境界がある。
5. ↑  支線分岐駅である大宮駅は含まない。
6. ↑  新座駅との間の埼玉県道36号線との交差付近（新鶴見信号場起点46.5 km地点）に八王子支社との境界がある。
7. ↑  南流山駅との間の江戸川の鉄橋の埼玉県側堤防上に首都圏本部との境界がある。
8. ↑  東北本線と接続する武蔵浦和駅と南浦和駅は含まない。
9. ↑  支線分岐駅である西浦和駅、東北本線と接続する与野駅ともに含まず、途中駅も存在しない。
10. ↑  支線分岐駅である武蔵浦和駅は含まず、途中駅も存在しない。
11. ↑  高麗川駅との間の、第三鹿山踏切の高麗川駅寄り（大宮駅起点29.0 km地点）に八王子支社との境界がある。
12. ↑  東北本線と接続する大宮駅は含まない。
13. ↑  東北本線と接続する宝積寺駅は含まない。
14. ↑  東北本線と接続する宇都宮駅は含まない。
15. ↑  宮原駅へ至るまでの当該箇所（川越線並走区間を抜けた先の大宮駅起点3.0 km地点）に高崎支社との境界がある。
16. ↑  大宮駅は東北本線の駅として計上される。
17. ↑  思川駅へ至るまでの該当箇所（小山駅起点2.0 km地点）に高崎支社との境界がある。
18. 1 2  小山駅は東北本線の駅として計上される。
19. ↑  小田林駅へ至るまでの該当箇所（小山駅起点3.1 km地点）に水戸支社との境界がある。

## 駅・乗務員区所
- 宇都宮統括センター - 宇都宮駅、宝積寺駅、那須塩原駅、黒磯駅、日光駅、乗務ユニット、宇都宮CTC
- 小山統括センター - 小山駅、蓮田駅、久喜駅、古河駅、小金井駅、乗務ユニット
- 大宮統括センター - 大宮駅、大宮操車場駅、東大宮操車場駅、戸田公園駅、武蔵浦和駅、北朝霞駅、南古谷駅、川越駅、乗務ユニット
- 浦和統括センター - 浦和駅、川口駅、南浦和駅、さいたま新都心駅、東川口駅、南越谷駅、吉川美南駅、乗務ユニット（南オフィス・北オフィス）

## 設備保全区所

### 保線関係区所
- 大宮保線技術センター
- 蕨保線技術センター
  - 吉川派出
- 小山保線技術センター
- 宇都宮保線技術センター
- 那須保線技術センター
- 大宮新幹線保線技術センター
- 宇都宮新幹線保線技術センター

### 電気関係区所
- 大宮電力技術センター
  - 浦和メンテナンスセンター
  - 大宮メンテナンスセンター
  - 宇都宮メンテナンスセンター
  - 那須メンテナンスセンター
- 大宮新幹線電力技術センター
  - 大宮メンテナンスセンター
  - 小山メンテナンスセンター
  - 宇都宮メンテナンスセンター
  - 那須メンテナンスセンター
- 大宮信号通信技術センター
  - 大宮メンテナンスセンター
  - 大宮新幹線メンテナンスセンター
  - 宇都宮メンテナンスセンター
  - 宇都宮新幹線メンテナンスセンター
  - 那須新幹線メンテナンスセンター

### その他の区所
- 大宮土木技術センター
  - 宇都宮派出
- 大宮建築技術センター
- 大宮機械技術センター

## 乗車人員ベスト20
2022年度、大宮支社管内で一日平均の乗車人員が多かった20駅は下記の通り。
| 順位 | 駅名             | 一日平均 乗車人員 | 順位 | 駅名               | 一日平均 乗車人員 |
| ---- | ---------------- | ----------------- | ---- | ------------------ | ----------------- |
| 1    | 大宮駅           | 226,249人         | 11   | 北浦和駅           | 45,085人          |
| 2    | 浦和駅           | 84,116人          | 12   | 東川口駅           | 35,046人          |
| 3    | 川口駅           | 71,354人          | 13   | 川越駅             | 33,846人          |
| 4    | 南越谷駅         | 67,815人          | 14   | 宇都宮駅           | 31,241人          |
| 5    | 北朝霞駅         | 63,526人          | 15   | 戸田公園駅         | 30,915人          |
| 6    | 蕨駅             | 51,467人          | 16   | 東大宮駅           | 30,234人          |
| 7    | 南浦和駅         | 51,308人          | 17   | 久喜駅             | 30,225人          |
| 8    | 西川口駅         | 50,446人          | 18   | 越谷レイクタウン駅 | 26,175人          |
| 9    | さいたま新都心駅 | 49,332人          | 19   | 東浦和駅           | 25,887人          |
| 10   | 武蔵浦和駅       | 46,593人          | 20   | 与野駅             | 24,127人          |